# Río Gucha
El Gucha (luo: Kuja) es un río de la cuenca hidrográfica del Nilo que fluye por el suroeste de Kenia.
Nace en las tierras altas de Kiabonyoru en el condado de Nyamira. Posteriormente atraviesa los condados de Kisii, Migori y Homa Bay, recibiendo en este último agua de su principal afluente por la derecha, el río Riana. Posteriormente vuelve a entrar en el condado de Migori, en cuya parte occidental confluye con el río Migori, recibiendo a partir de entonces el nombre de "Gucha-Migori" hasta su desembocadura en el lago Victoria. El lugar de su desembocadura fue desplazado ligeramente al norte en 2001-2002, como parte de un plan para prevenir inundaciones.
En este río se creó en 1956 una central hidroeléctrica sobre las cascadas de Gogo, a unos 45 km de Migori, conectada a la red eléctrica nacional con una capacidad de 2 MW.  En 2014, el gobierno dio inicio a un plan para ampliar la infraestructura, cuya finalidad será incrementar la capacidad a 12 MW, prevenir inundaciones e irrigar unas veinticinco mil hectáreas en el condado de Migori.